# Die Wahrsagerin (polka)
Die Wahrsagerin (Spåkvinnan), op. 420, är en polkamazurka av Johann Strauss den yngre. Den framfördes första gången den 26 december 1885 i Gyllene salen i Musikverein i Wien.

## Historia
Johann Strauss operett Zigenarbaronen hade premiär på Theater an der Wien den 24 oktober 1885 (kompositörens 60-årsdag). Librettot var inspirerat av Mór Jókais roman Saffi och Strauss musik var en blandning av ungersk passion och wiensk sentimentalitet. Premiären blev en stor succé och kritikern i tidningen Fremdenblatt skrev: "Enorma applåder mötte Herr Strauss och de bröt ut efter varje tema i ouvertyren och efter varje sångnummer... Halva operetten fick tas om på begäran".
På sedvanligt manér arrangerade Strauss totalt sex separata orkesterstycken från operettens musiknummer, däribland polkan Die Wahrsagerin. "Spåkvinnan" i operetten heter Czipra och i akt I sjunger hon en sång (Nr 3), "Verloren hast du einen Schatz", där hon förutspår att den tvivlande greve Carnero kommer finna sin borttappade juvel. Huvudtemat i polkan är hämtad från sången medan trio-delens musik kommer från akt II och kupletten (Nr 12) "Und weh' dem armen Erdensohn", sjungen av Carnero, Mirabella och Zsupán. Andra melodin i trio-delen återfinns inte i det publicerade klaverutdraget och kasserades förmodligen under repetitionerna eller omedelbart efter premiären.
Johann Strauss dirigerade personligen polkan första gången vid en av brodern Eduard Strauss söndagskonserter i Musikverin den 26 december 1885.

## Om polkan
Speltiden är ca 5 minuter och 29 sekunder plus minus några sekunder beroende på dirigentens musikaliska tolkning.
Polkan var ett av sex verk där Strauss återanvände musik från operetten Zigenarbaronen:
- Brautschau-Polka, Polka, Opus 417
- Schatz-Walzer, Vals, Opus 418
- Kriegsabenteuer, Schnellpolka, Opus 419
- Die Wahrsagerin, Polkamazurka, Opus 420
- Husaren-Polka, Polka, Opus 421
- Zigeunerbaron-Quadrille, Kadrilj, Opus 422

## Weblänkar
- Die Wahrsagerin i Naxos-utgåvan.